# WTA de Lausanne
O WTA de Lausanne – ou Ladies Open Lausanne, na última edição – foi um torneio de tênis profissional feminino, de nível WTA 250.
Realizado em Lausanne, na Suíça, estreou em 2019, em substituição a Gstaad, e durou quatro edições. Os jogos eram disputados em quadras de saibro durante o mês de julho.

## Finais

### Simples
| Ano                                                         | Campeã                 | Vice-campeã    | Resultado      |
| ----------------------------------------------------------- | ---------------------- | -------------- | -------------- |
| 2023                                                        | Elisabetta Cocciaretto | Clara Burel    | 7–5, 4–6, 6–4  |
| 2022                                                        | Petra Martić           | Olga Danilović | 6–4, 6–2       |
| 2021                                                        | Tamara Zidanšek        | Clara Burel    | 4–6, 7–65, 6–1 |
| Torneio não realizado em 2020 devido à pandemia de COVID-19 |                        |                |                |
| 2019                                                        | Fiona Ferro            | Alizé Cornet   | 6–1, 2–6, 6–1  |

### Duplas
| Ano                                                         | Campeãs                            | Vice-campeãs                              | Resultado         |
| ----------------------------------------------------------- | ---------------------------------- | ----------------------------------------- | ----------------- |
| 2023                                                        | Anna Bondár Diane Parry            | Amina Anshba Anastasia Dețiuc             | 6–2, 6–1          |
| 2022                                                        | Olga Danilović Kristina Mladenovic | Ulrikke Eikeri Tamara Zidanšek            | w.o.              |
| 2021                                                        | Susan Bandecchi Simona Waltert     | Ulrikke Eikeri Valentini Grammatikopoulou | 6–3, 36–7, [10–5] |
| Torneio não realizado em 2020 devido à pandemia de COVID-19 |                                    |                                           |                   |
| 2019                                                        | Anastasia Potapova Yana Sizikova   | Monique Adamczak Han Xinyun               | 6–2, 6–4          |